# Afroleptomydas rufithorax
Afroleptomydas rufithorax är en tvåvingeart som först beskrevs av Christian Rudolph Wilhelm Wiedemann 1821.  Afroleptomydas rufithorax ingår i släktet Afroleptomydas och familjen Mydidae. Inga underarter finns listade i Catalogue of Life.